# Madson Ferreira dos Santos
Madson Ferreira dos Santos (Vera Cruz, Bahía, Brasil, 13 de enero de 1992), conocido solo como Madson, es un futbolista brasileño. Juega de lateral derecho y su equipo actual es el Athletico Paranaense de la Serie A de Brasil.

## Trayectoria

### Bahía
Madson entró a las inferiores del Bahía en 2010. Debutó con el primer equipo el 30 de enero del año siguiente, como titular en la derrota por 2-1 contra el Fluminense de Feira por el Campeonato Baiano.
Promovido oficialmente al plantel principal en la temporada 2012, Madson fue un regular durante la liga estatal, y el 2 de mayo renovó su contrato con el club hasta el 2015. Una lesión postergó su debut por unos meses, y finalmente debutó en la Serie A el 23 de septiembre en la derrota por 3-1 ante el Internacional.
Jugador regular en el equipo titular en la temporada 2013, perdió protagonismo en 2014 y fue enviado a préstamo al ABC de la Serie B el 17 de mayo de 2014. En este equipo anotó su primer gol como profesional el 2 de septiembre en la derrota por 2-1 contra el Vasco da Gama.

### Vasco da Gama
En enero de 2015, Madson fichó por tres años con el Vasco da Gama, luego de terminar su contrato con el Bahía. Sufrió el descenso con el club en su primer año, sin embargo regresaron a la máxima categoría la temporada siguiente, y en junio de 2016 renovó su contrato con el club.

### Grêmio
El 12 de enero de 2018 se anunció que Madson fichó por el Grêmio por cuatro años. No logró la titularidad en el equipo de Porto Alegre, y fue el suplente del veterano Léo Moura.

#### Préstamo al Athletico Paranaense
El 7 de febrero de 2019 fue enviado a préstamo al Athletico Paranaense por toda la temporada.

### Santos
El 14 de diciembre de 219 Madson fichó por tres años con el Santos; intercambio por Victor Ferraz. Debutó en su nuevo club el 7 de marzo, como titular en la derrota por 3-1 ante el Mirassol por el Campeonato Paulista.

## Selección nacional
En septiembre de 2011, Madson fue citado por Ney Franco para formar parte de la selección de Brasil sub-23 para los Juegos Panamericanos de 2011.

## Estadísticas
Actualizado al último partido disputado el 13 de agosto de 2020.
| Club | Div.          | Temporada     | Liga  | Liga  | Estatal | Estatal | Copas nacionales(1) | Copas nacionales(1) | Copas internacionales(2) | Copas internacionales(2) | Otras(3) | Otras(3) | Total | Total |
| Club | Div.          | Temporada     | Part. | Goles | Part.   | Goles   | Part.               | Goles               | Part.                    | Goles                    | Part.    | Goles    | Part. | Goles |
| --- | ------------- | ------------- | ----- | ----- | ------- | ------- | ------------------- | ------------------- | ------------------------ | ------------------------ | -------- | -------- | ----- | ----- |
| Bahia · Brasil | 1.ª           | 2011          | 0     | 0     | 1       | 0       | 0                   | 0                   | -                        | -                        | -        | -        | 1     | 0     |
| Bahia · Brasil | 1.ª           | 2012          | 1     | 0     | 14      | 0       | 6                   | 0                   | 0                        | 0                        | -        | -        | 21    | 0     |
| Bahia · Brasil | 1.ª           | 2013          | 28    | 0     | 2       | 0       | 1                   | 0                   | 3                        | 0                        | 0        | 0        | 34    | 0     |
| Bahia · Brasil | 1.ª           | 2014          | 0     | 0     | 6       | 0       | 0                   | 0                   | -                        | -                        | 5        | 0        | 11    | 0     |
| Bahia · Brasil | Total club    | Total club    | 29    | 0     | 23      | 0       | 7                   | 0                   | 3                        | 0                        | 5        | 0        | 67    | 0     |
| ABC · Brasil | 2.ª           | 2014          | 23    | 1     | -       | -       | 3                   | 1                   | -                        | -                        | -        | -        | 26    | 2     |
| ABC · Brasil | Total club    | Total club    | 23    | 1     | 0       | 0       | 3                   | 1                   | 0                        | 0                        | 0        | 0        | 26    | 2     |
| Vasco da Gama · Brasil | 1.ª           | 2015          | 33    | 0     | 16      | 0       | 7                   | 0                   | -                        | -                        | -        | -        | 56    | 0     |
| Vasco da Gama · Brasil | 2.ª           | 2016          | 29    | 1     | 18      | 0       | 6                   | 0                   | -                        | -                        | -        | -        | 53    | 1     |
| Vasco da Gama · Brasil | 1.ª           | 2017          | 19    | 0     | 1       | 0       | 0                   | 0                   | -                        | -                        | -        | -        | 20    | 0     |
| Vasco da Gama · Brasil | Total club    | Total club    | 81    | 1     | 35      | 0       | 13                  | 0                   | 0                        | 0                        | 0        | 0        | 129   | 1     |
| Grêmio · Brasil | 1.ª           | 2018          | 8     | 0     | 9       | 1       | 2                   | 0                   | 3                        | 0                        | -        | -        | 22    | 1     |
| Grêmio · Brasil | 1.ª           | 2019          | 0     | 0     | 0       | 0       | 0                   | 0                   | 0                        | 0                        | -        | -        | 0     | 0     |
| Grêmio · Brasil | Total club    | Total club    | 8     | 0     | 9       | 1       | 2                   | 0                   | 3                        | 0                        | 0        | 0        | 22    | 1     |
| Athletico Paranaense · Brasil | 1.ª           | 2019          | 27    | 5     | -       | -       | 2                   | 0                   | 1                        | 0                        | 2        | 0        | 32    | 5     |
| Athletico Paranaense · Brasil | Total club    | Total club    | 27    | 5     | 0       | 0       | 2                   | 0                   | 1                        | 0                        | 2        | 0        | 32    | 5     |
| Santos · Brasil | 1.ª           | 2020          | 1     | 0     | 3       | 0       | 0                   | 0                   | 0                        | 0                        | -        | -        | 4     | 0     |
| Santos · Brasil | Total club    | Total club    | 1     | 0     | 3       | 0       | 0                   | 0                   | 0                        | 0                        | 0        | 0        | 4     | 0     |
| Total carrera | Total carrera | Total carrera | 169   | 7     | 70      | 1       | 27                  | 1                   | 7                        | 0                        | 7        | 0        | 280   | 9     |
| (1) Incluye datos de la Copa de Brasil (2) Incluye datos de la Copa Libertadores (3) Incluye datos de la Copa do nordeste (2014), un encuentro por la Levain Cup (2019) y la Recopa Sudamericana (2019). |               |               |       |       |         |         |                     |                     |                          |                          |          |          |       |       |

## Palmarés

### Títulos estatales
| Título                | Club                 | Estado             | Año  |
| --------------------- | -------------------- | ------------------ | ---- |
| Campeonato Baiano     | Bahia                | Bahía              | 2012 |
| Campeonato Baiano     | Bahia                | Bahía              | 2014 |
| Campeonato Carioca    | Vasco da Gama        | Río de Janeiro     | 2015 |
| Campeonato Carioca    | Vasco da Gama        | Río de Janeiro     | 2016 |
| Taça Guanabara        | Vasco da Gama        | Río de Janeiro     | 2016 |
| Taça Rio              | Vasco da Gama        | Río de Janeiro     | 2017 |
| Campeonato Gaúcho     | Grêmio               | Río Grande del Sur | 2018 |
| Campeonato Paranaense | Athletico Paranaense | Paraná             | 2019 |

### Títulos nacionales
| Título         | Club                 | País   | Año  |
| -------------- | -------------------- | ------ | ---- |
| Copa de Brasil | Athletico Paranaense | Brasil | 2019 |

### Títulos internacionales
| Título              | Club                 | Sede            | Año  |
| ------------------- | -------------------- | --------------- | ---- |
| Recopa Sudamericana | Grêmio               | América del Sur | 2018 |
| Levain Cup          | Athletico Paranaense | Japón           | 2019 |